# Iurie Sadovnic
Iurie Sadovnic (Jura, Distrito de Rîbnița, República Socialista Soviética de Moldavia, Unión Soviética; 14 de diciembre de 1951 – Chisináu, Moldavia; 7 de junio de 2021) fue un cantante, compositor y poeta moldavo.

## Biografía
Aunque Iurie nació en el pueblo de Jura, sus padres pronto se mudaron al pueblo de Susleni, Distrito de Orhei, donde pasó su infancia. Su padre era ingeniero de radio, su madre era maestra. Iurie mostró interés por la música ya en sus años escolares, cuando creó el conjunto "Haiducii din Susleni". Ya en quinto grado comenzó a escribir canciones, en séptimo grado hizo una guitarra eléctrica con sus propias manos, con la que en 1968 ganó el concurso de la canción francesa en Bălți. En 1970-72 sirvió en el ejército soviético en Mykolaiv, pero durante el servicio no se separó de la música, participando en un conjunto de jazz divisional. Después del ejército ingresó en el Instituto de Artes de Chisináu y comenzó su carrera como cantante y músico en el conjunto "Sonor" (1973-76). Desde 1976 trabajó en la Filarmónica de Chisináu, en los conjuntos "Contemporanul" (1977-78) y "Bucuria" (1979-82). Apareció por primera vez en la radio como cantautor en 1978. En 1983 fundó el grupo "Legenda", que funcionó hasta 1993. Era un grupo formado por los mejores músicos del país, entre ellos Oleg Baltaga, Dmitry Artamonov, Sergei Testemițeanu, Liviu Știrbu. En 1992, "Legenda" actuó en el mismo escenario con estrellas mundiales como "Uriah Heep" y "Deep Purple". Iurie Sadovnic realizó giras por Moldavia, Rumania, Rusia, Mongolia, Dinamarca, Polonia, Francia, Hungría y Alemania. En 1999 publicó una colección de poemas "Am să plec în Codru verde" (Iré al bosque verde).
Fue galardonado con el título de Artista de Honor de la RSSM (1984), la medalla Meritul Civic (1993), la medalla Mihai Eminescu (2000), el título de Artista Popular de la República de Moldavia (2011) y la Orden de la República (2015).
El 7 de junio de 2021 se pegó un tiro, dejando una nota de suicidio en la que se indica que ya no puede soportar sus graves enfermedades. El 9 de junio fue enterrado en el Cementerio Central de Chisináu. Con motivo de su funeral, la Presidenta de la República de Moldavia, Maia Sandu, declaró duelo nacional en el país. Las condolencias por la trágica muerte del cantante fueron expresadas por el primer ministro Aureliu Ciocoi, la presidenta del parlamento, Zinaida Greceanîi, así como el compositor Eugen Doga y varias otras figuras culturales moldavas.

## Hits
- Dragă Otee (Querida Otea)
- Am să plec în codrul verde (Iré al bosque verde)
- Căprioara (La cabrita)
- Mândro, cui mă lași pe mine (¿Mi orgullosa, para quién me dejas?)
- Fața pâinii (La cara del pan)
- Noi pace vrem (Queremos la paz)
- Măicuța (Mamita)
- Andrii Popa
- Demnitate (Dignidad)
- În limba Ta” (En tu lengua)

## Álbumes
- Legenda (Leyenda)
- Enigmatică femeie (Una  mujer enigmática)
- Masa de piatră (La mesa de piedra)
- În limba ta (En tu lengua)
- Liniștea patriei mele (El silencio de mi patria)
- Evadare (Una evasión)